# Chrysiogenaceae
Famille
Les Chrysiogenaceae sont une famille de bacilles Gram négatifs de l'ordre des Chrysiogenales. Son nom provient de Chrysiogenes qui est le genre type de cette famille.

## Taxonomie
Cette famille est décrite pour la première fois en 2001 par G.M. Garrity & J.G. Holt dans la deuxième édition du Bergey's Manual of Systematic Bacteriology. Elle est validée l'année suivante par une publication dans l'IJSEM.

### Étymologie
L'étymologie de cette famille est la suivante : N.L. masc. n. Chrysiogenes, genre type de la famille; L. fem. pl. n. suff. -aceae, suffixe pour définir une famille; N.L. fem. pl. n. Chrysiogenaceae,la famille des Chrysiogenes.

## Liste de genres
Selon la LPSN (23 avril 2025) cette famille comporte trois genres publiés de manière valide :
- Chrysiogenes Macy et al. 1996 – genre type
- Desulfurispira Sorokin & Muyzer 2010
- Desulfurispirillum Sorokin et al. 2010